# Никонов, Юрий Павлович
Юрий Павлович Никонов (28 марта 1966, Уфа — 27 октября 1996) — советский хоккеист, нападающий.

## Биография
Воспитанник СК имени Салавата Юлаева. Играл за команды «Авангард» Уфа (1982/83), «Салават Юлаев» (1982/83 — 1990/91, 1991/92), «Итиль» Казань (1990/91). В высшей лиге чемпионата СССР провёл четыре сезона (1982/83, 1985/86 — 1986/87, 1990/91).
Победитель чемпионата мира среди молодёжных команд 1986. Победитель хоккейного турнира зимней Универсиады 1989.
Скончался в апреле 1996 года.